# سركجي
سركجي (بالتركية: Sirkeci)‏ حي سكني تقع إدارياً ضمن الفاتح في تركيا.

## معرض صور

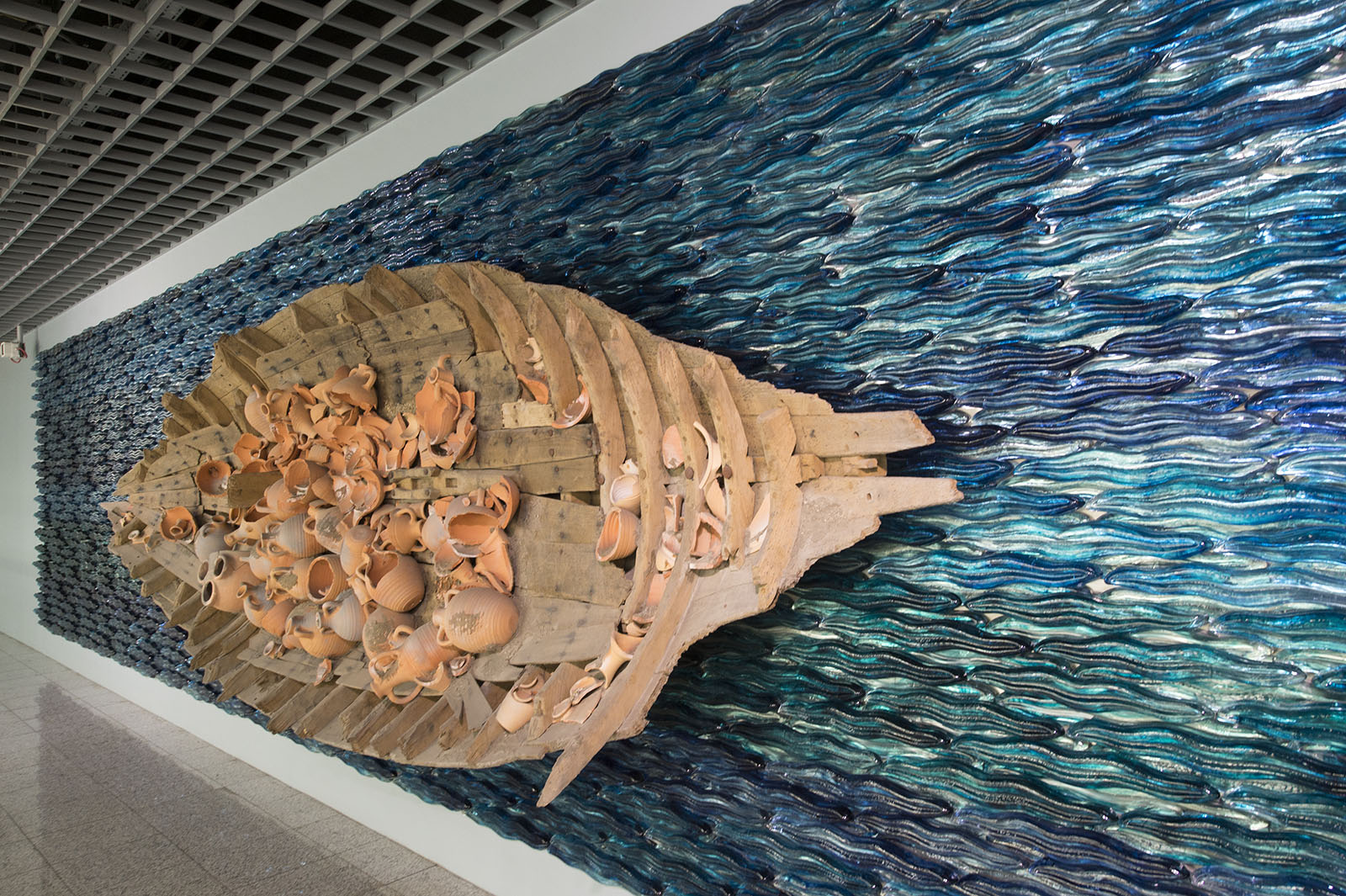
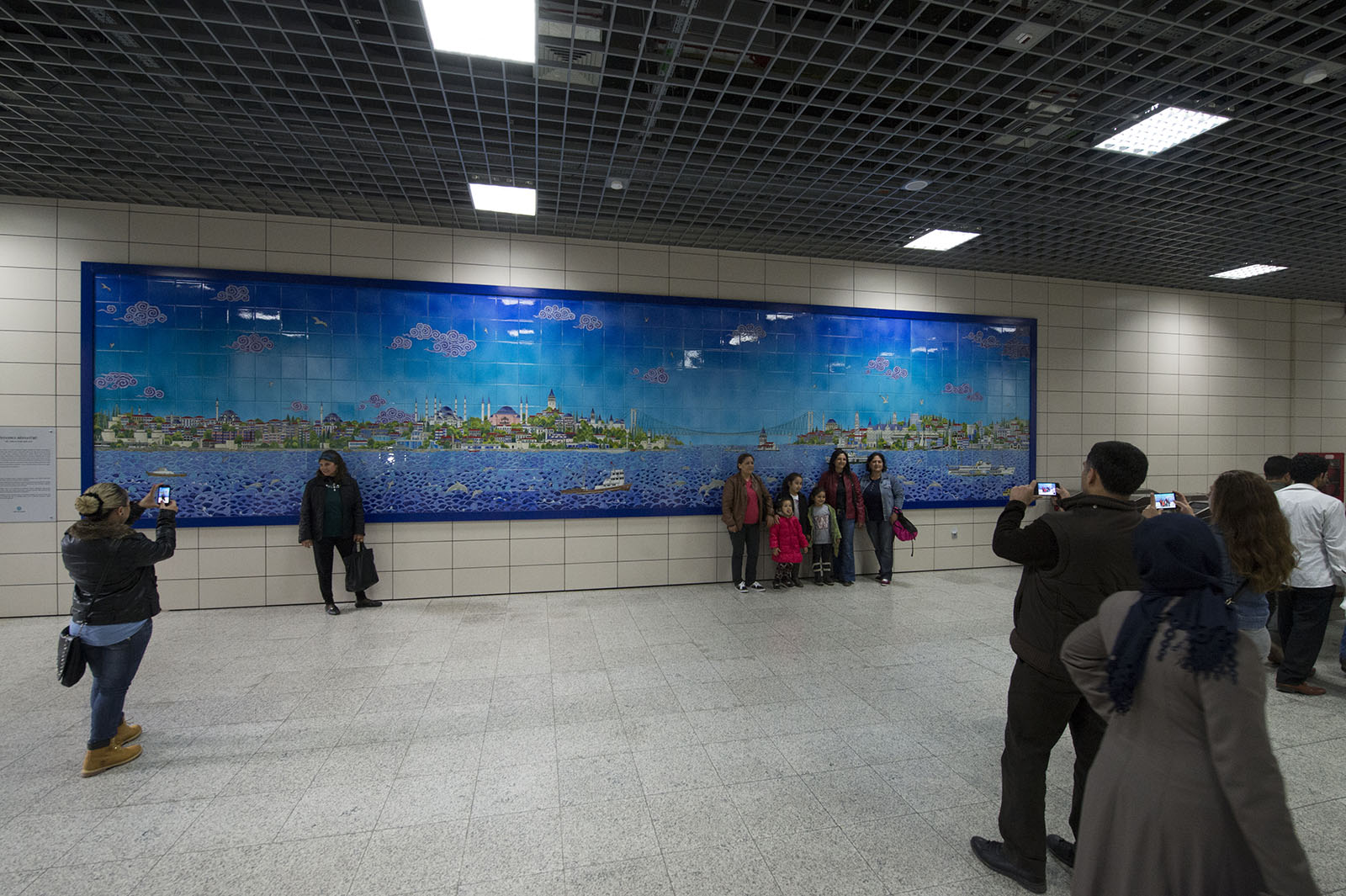
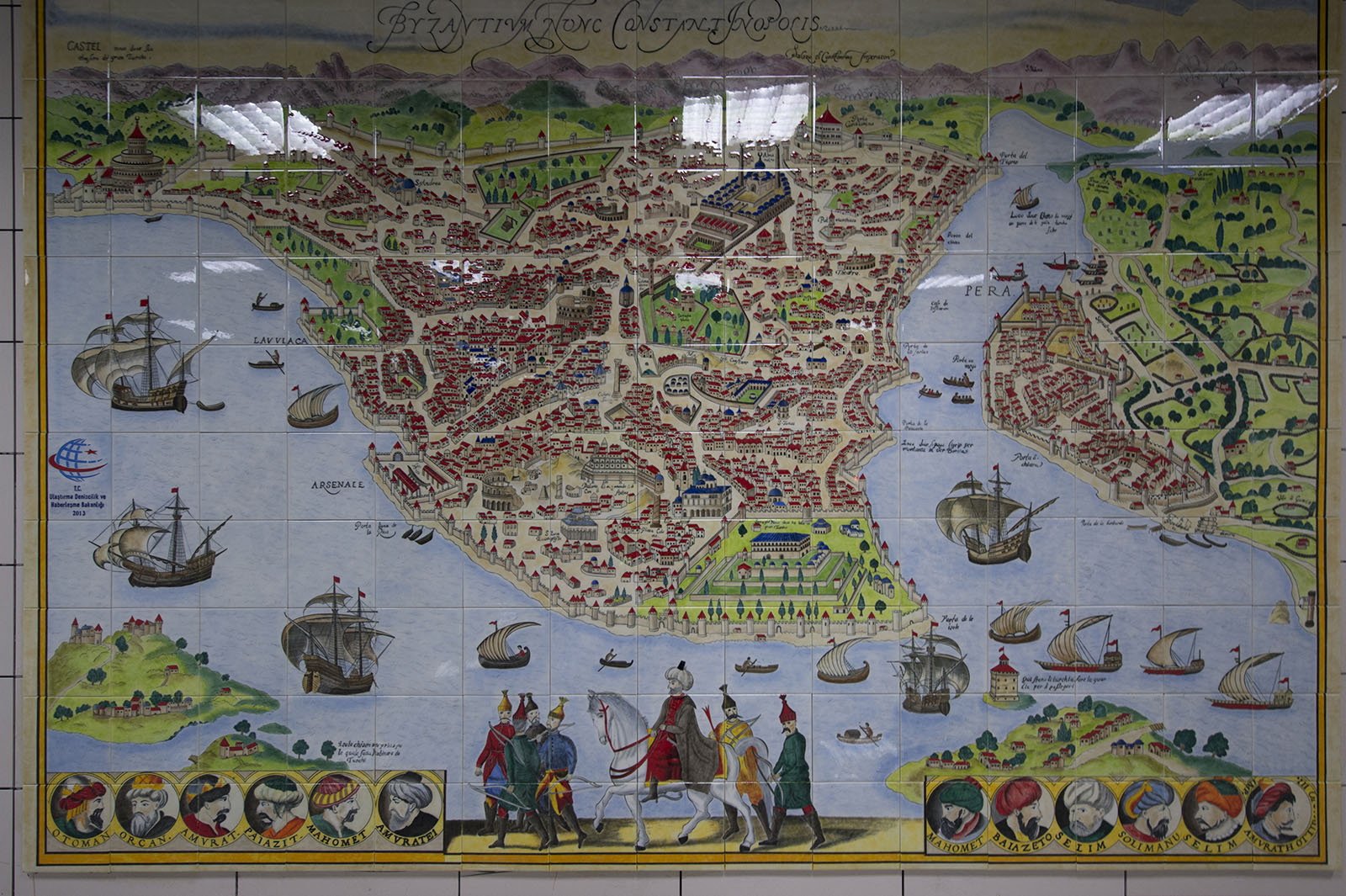
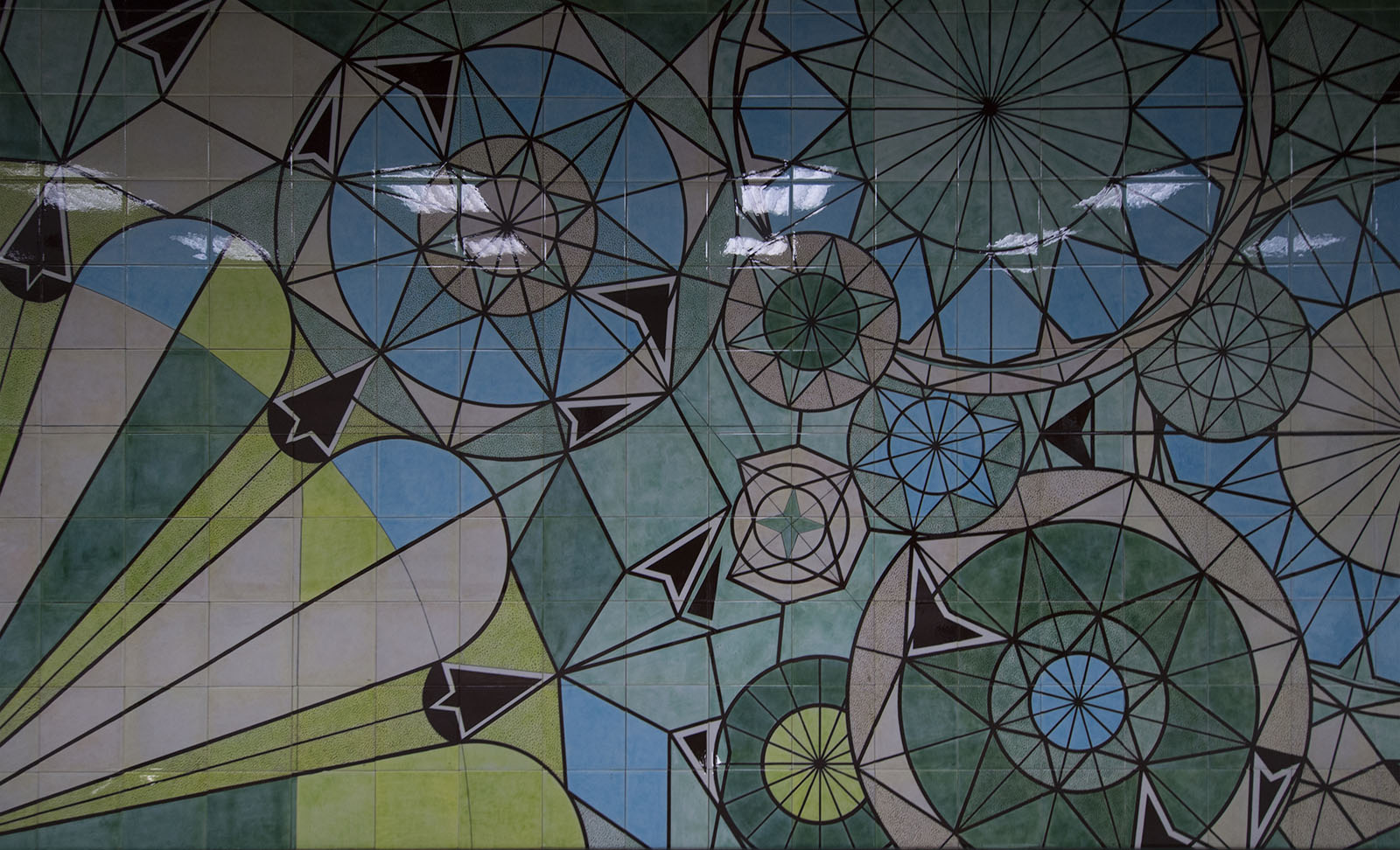
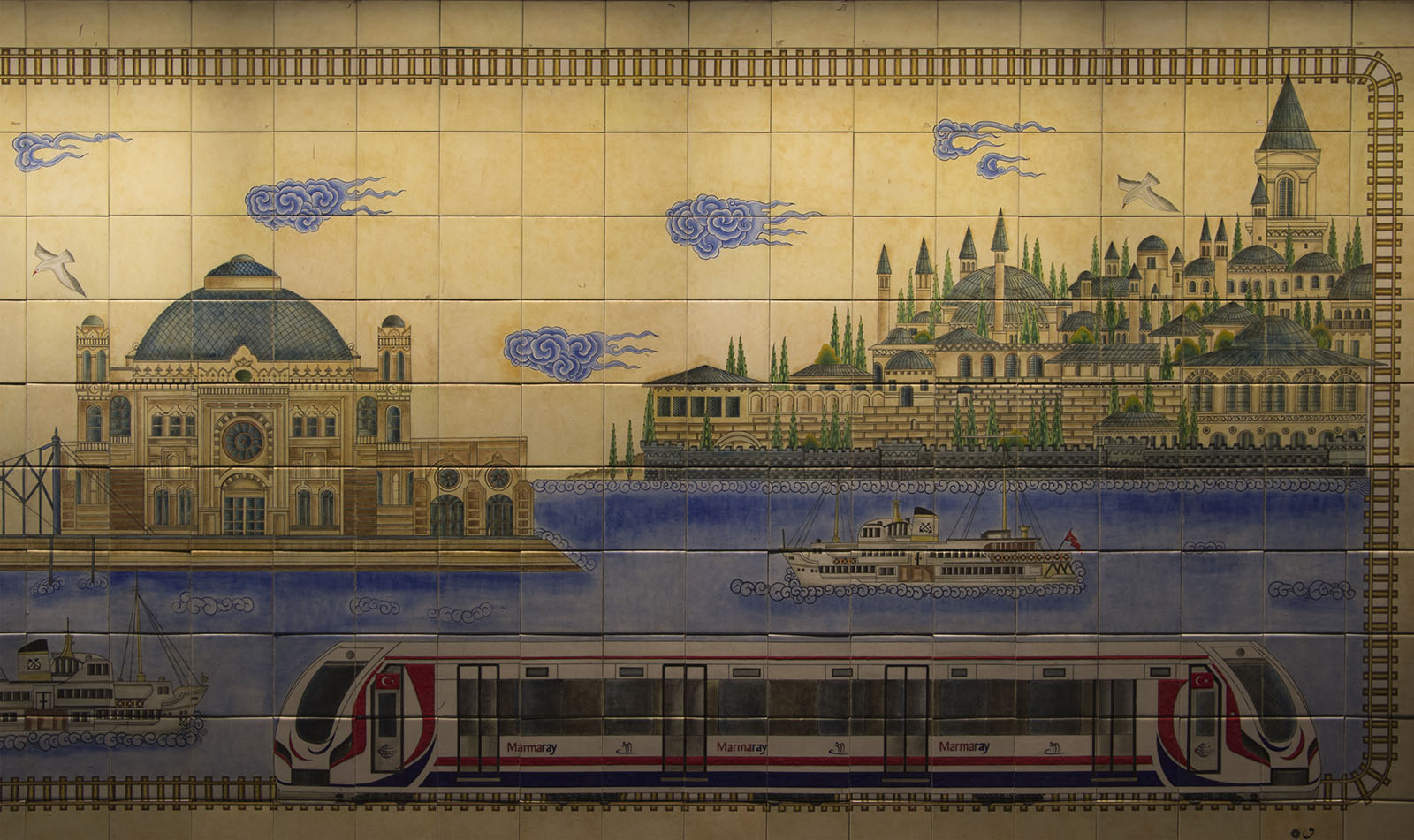
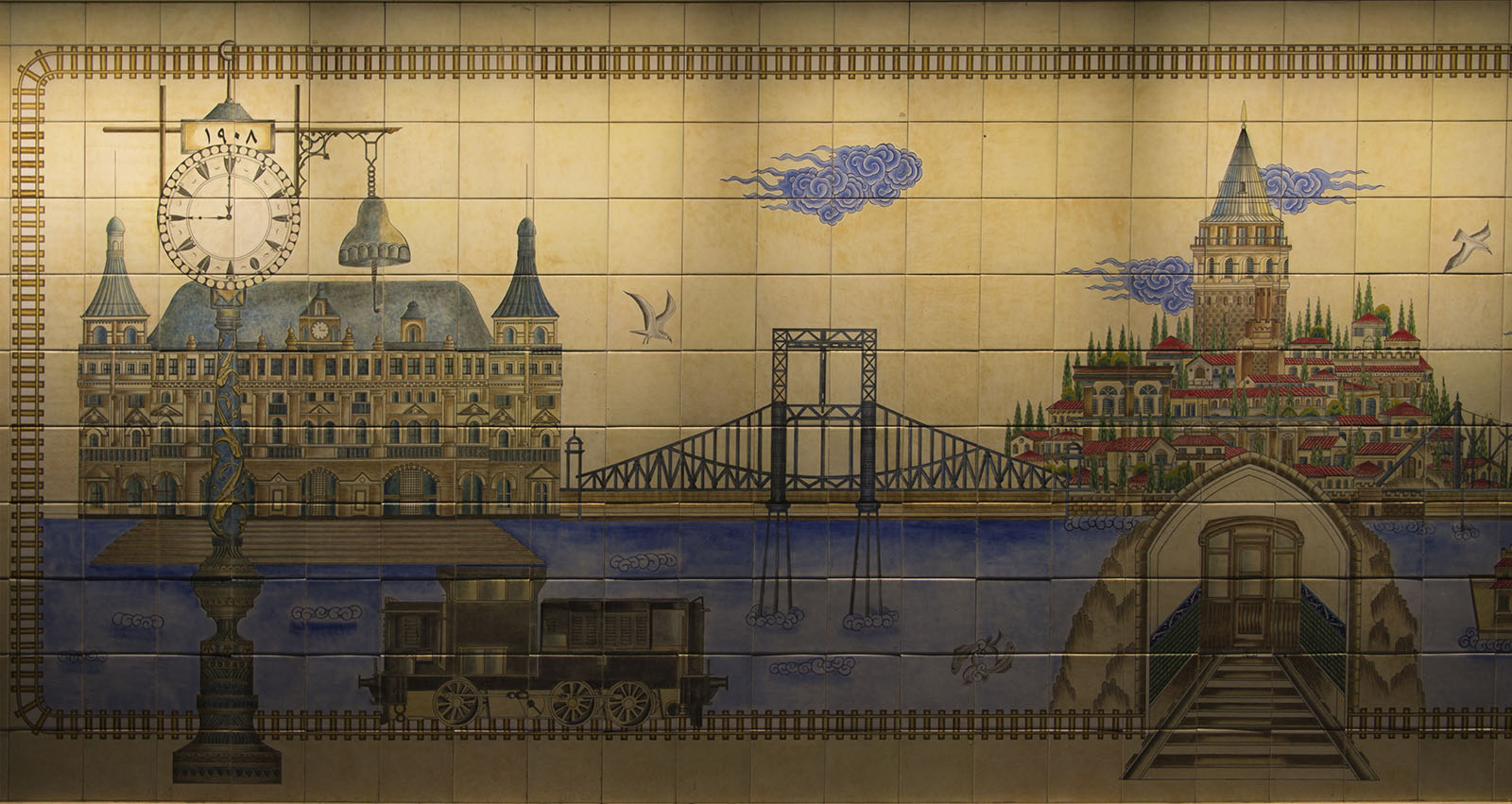